# 希羅凱 (丘胡伊夫區)
50°4′49″N 36°56′47″E / 50.08028°N 36.94639°E
希羅凯（烏克蘭語：Широке）是位於烏克蘭東部的村莊，由哈爾科夫州丘胡伊夫区的舊薩爾蒂夫市鎮負責管轄。該村始建於1918年，面積0.53平方公里，海拔高度140米，2001年人口49。